# Abroscopus schisticeps
Abroscopus schisticeps е вид птица от семейство Cettiidae. Видът е незастрашен от изчезване.

## Разпространение
Разпространен е в Бутан, Китай, Индия, Мианмар, Непал и Виетнам.